# Eagle, Wisconsin
Eagle là một làng thuộc quận Waukesha, tiểu bang Wisconsin, Hoa Kỳ. Năm 2006, dân số của làng này là 1707 người.